# كريش 3
كريش 3 (بالإنجليزية: Krrish 3)‏ هو فيلم تم إنتاجه في الهند وصدر يوم 1 نوفمبر 2013. الفيلم من إخراج راكيش روشان.

## القصة
بعد أن قام كريشنا ميهرا (هريثيك روشان) بهزيمة دكتور سيدهانت أريا وإنقاذ والده من الموت في فيلم كريش، يقرر في هذا الجزء الاستمرار في محاربة الشر من أجل إنقاذ حياة الأبرياء والضعفاء. يعيش كريش حياةً سعيدةً مع زوجته بريا ميهرا (بريانكا تشوبرا) ووالده روهيت ميهرا (هريتيك روشان) الذي يقوم بالاستمرار في أبحاثه العلمية من أجل إفادة المجتمع بطريقة علمية حديثة في الاستفادة من الطاقة الشمسية في إحياء المخلوقات الميتة كالنباتات والحيوانات والإنسان، ولكن سُرعان ما يتحول كل ذلك إلى جحيم، عندما تحاول قوى ظلامٍ عظيمةٌ السيطرة على العالم ونشر شرها متمثلةً في كال (فيفيك أوبروي) المعاق جسديا، الذي يستخدم قوته من أجل نشر الموت والدمار عن طريق فيروس قاتل ليستغل بذلك في جني الأموال عن طريق الترياق الذي ينتجه من دمه كونه أيضا يحمل قوى خارقة، ويساعده في ذلك جيشٌ من التابعين الذين قام باختراعهم خصوصا المتحولة كايا (كانغانا رانوت)، حينها يقرر كريش وروهيت التصدي لهذه القوى الشريرة من أجل إنقاذ الناس الأبرياء من كارثةٍ حتميةٍ.

## طاقم التمثيل
- هريثيك روشان في دور مزدوج بدور
  - كريشنا ميهرا / كريش: كريشنا ميهرا هو ابن روهيت الذي يعمل بدوام جزئي كريش، بطل خارق.
  - روهيت ميهرا: روهيت عالم محترف يعمل في منظمة حكومية.
- بريانكا شوبرا بدور بريا ميهرا، زوجة كريشنا وصحفية في آج تاك.
- كانجانا رانوت بدور كايا، سكرتيرة كال وصديقته التي تم إنشاؤها عن طريق دمج مصل امرأة وحرباء. إنها تلعب دورًا فعالاً في مخطط كال بسبب قدرتها على التحول إلى أي شخص متى شاءت. تقع لاحقًا في حب كريشنا بعد التحول إلى بريا.[6]
- فيفيك أوبيروي بدور كال، عالم شرير معاق يُظهر قوى التحريك الذهني. وهو مؤسس "مختبر كال" ومبدع "مانفارز"، فريق من المتحولين المصنوعين عن طريق دمج مصل البشر والحيوانات. إنه الخصم الرئيسي في هذا الفيلم.
  - روهان شاه بدور كال الصغير (ظهور خاص)
- عارف زكريا بدور دكتور فارون شيتي، صديق روهيت العلمي.
- عاصف البصرة بدور دكتور ألوك سين، عالم يعمل في شركة كال للأدوية.
- راجبال ياداف بدور كريبال شارما، صديق كريشنا وزميله في العمل.
- راكي فيجان بدور زوجة شارما
- جوهر خان بدور سترايكر|الضفدع البشري
- نازيا شيخ بدور امرأة الفهد
- سمير علي خان بدور رجل النملة
- نصير الدين شاه بدور د. سيدهانت آريا (ظهور خاص)
- موهنيش بيهل بدور والد كال بالتبني (ظهور خاص)
- راجو خير كعالم في مختبر كال
- ريخا وبريتي زينتا يظهران كـ Sonia Mehra وNisha، على التوالي، في مشاهد الفلاش باك من "Koi...Mil Gaya" و "Krrish".

## الميزانية والإيرادات
بلغت تكلفة إنتاج الفيلم حوالي 115 كرور روبية هندية (19 مليون دولار أمريكي) بينما حقق أرباحا تقدر بـ 444.44 كرور روبية هندية (74 مليون دولار أمريكي). ويعد من أهم انتاجات بوليود ومن أفضل الافلام الهندية على الإطلاق

## روابط خارجية
- كريش 3 على موقع IMDb (الإنجليزية)
- كريش 3 على موقع روتن توميتوز (الإنجليزية)
- كريش 3 على موقع نتفليكس (الإنجليزية)
- كريش 3 على موقع قاعدة بيانات الأفلام العربية
- كريش 3 على موقع ألو سيني (الفرنسية)
- كريش 3 على موقع بوكس أوفيس موجو (الإنجليزية)
- كريش 3 على موقع فيلمافينيتي (الإسبانية)
- كريش 3 على موقع قاعدة بيانات الفيلم (الإنجليزية)
- كريش 3 على موقع ليتربوكسد (الإنجليزية)
- كريش 3 على موقع كينوبويسك (الروسية)